# Ozicrypta australoborealis
Ozicrypta australoborealis is een spinnensoort uit de familie Barychelidae. De soort komt voor in het  Noordelijk Territorium.